# 強氏五孔䱛
強氏五孔䱛為輻鰭魚綱鱸形目鱸亞目石首魚科五孔䱛屬的其中一種，該物種分布於南美洲巴西亞馬遜河流域，體長可達29.3公分，棲息在溪流。